# Malmea dielsiana
Malmea dielsiana é uma espécie de planta da família Annonaceae e do gênero Malmea.  

## Taxonomia
O táxon foi descrito oficialmente em 1930 por Klas Robert Elias Fries. 
A espécie havia sido descrita anteriormente sob o basiônimo Cymbopetalum dielsianum (gênero Cymbopetalum) em 1927 por Ludwig Diels.